# Minehead Without
Minehead Without is een civil parish in het bestuurlijke gebied Somerset West and Taunton, in het Engelse graafschap Somerset met 60 inwoners.